# 渡辺壮
渡辺 壮（わたなべ たけし、1968年1月7日 - ）は、秋田県出身の元騎手（地方・金沢所属）。

## 経歴
1985年4月14日の金沢第4競走・キタバヤシダイヤ（8頭中5着）で初騎乗を果たし、翌15日の第1競走・フジカツヨシで初勝利を挙げる。デビューした翌日に初勝利を挙げ、2年目の1986年には重賞3勝するなど早くから注目を集めた。
1988年に80勝を挙げてリーディング4位に躍進すると、以後は毎年着実に順位を上げ、1989年と1990年には重賞9勝ずつと大活躍。1989年には武豊・上野清章・田島信行・須貝尚介を抑えて中央競馬騎手招待に優勝し、1990年にはサニーモレナで読売杯を初めて連覇したほか、第1回サラブレッドチャレンジカップを制す 。
1991年には127勝を挙げて初のリーディングジョッキーに輝き、1991年から1995年までの5年連続 に1999年と6度のリーディングジョッキーを獲得。
1992年と1995年には中山で行われたヤングジョッキーズワールドチャンピオンシップに出場し、1992年は総合12位、1995年は8位であった。鈴木啓之（大井）と共に選出された1992年はランフランコ・デットーリ&アラン・ムンロ（イギリス）、コーリー・ナカタニ（アメリカ）、ミッキー・ウォルス（カナダ）、ラリー・キャシディ（ニュージーランド）、横山典弘・松永幹夫・田中勝春・藤田伸二（中央）、内田博幸（大井）と共に選出された1995年はオリビエ・ペリエ（フランス）、ジェイソン・ウィーバー（イギリス）、ジョー・ブラボ（アメリカ）、角田晃一（中央）と腕を競った。1992年3月14日の第9競走オープニングカップ・ミホブラウン（12頭中12着）が中央初騎乗となり、1995年3月4日の第11競走グローバルカップ・キオイスマートで5着 に入ったのが最高成績であったが、渡辺と同じ両年に選出された藤田とは色々と話をしている。
1994年にはNARグランプリベストフェアプレイ賞を受賞したほか、1995年には465戦194勝を記録し、1992年に樹立した自己の年間最多勝記録（172勝）を塗り替えた。通算2000勝以上の勝ち星を挙げ、勝率27.1%、連対率43.6%という驚異的な数字と誰にも真似のできない騎乗テクニックから、金沢では伝説的な名手として知られた。
白山大賞典を1991年から1993年まで3連覇、北國王冠・中日杯・百万石賞でも5勝を挙げるなど、大一番での勝負強さも光った。大先輩の山中利夫は、40年以上に及ぶ騎手生活で、自分が敵わなかった騎手として、坂本敏美と共に渡辺の名前を上げている。
1992年には岡部幸雄・松永昌博・竹原啓二・石橋守・藤田・橋本広喜を抑えて中央競馬騎手招待2勝目を挙げ、石崎隆之（船橋）・向山牧（新潟）を抑えてオールジャパンリーディングジョッキーを初制覇。
1993年には高知で行われた雪国オールスターリーディングジョッキーに宮崎光行（北海道）・菅原勲（岩手）・榎伸彦（新潟）と共に出場し、金沢勢では1990年の中川雅之以来3年ぶりの優勝を飾る 。シンボリルドルフ産駒のミスタールドルフでは第1回北日本新聞杯を8馬身差で圧勝し、岩手・水沢のダービーグランプリに参戦。レースでは馬群から離れた後方3番手を進み、向正面から大外を回ってスパート。4コーナーでは早くも2番手に進出し、直線では内で必死に粘るヨシノキングをラスト50ｍで交わして1馬身差でゴール。従来の水沢2000mレコードを0秒6も更新して優勝したが、以降は繰り上がり1着も含め5勝に止まる。1994年の全日本サラブレッドカップでは6番人気ながら他地区勢最先着となる4着に入ったが、1995年の東京大賞典では付いて回るのに精一杯で10着に終わる。
1994年には菅原・北野真弘（高知）・安部幸夫（愛知）を抑えてオールジャパンリーディングジョッキー2勝目を挙げ、エビスライトオーでキタシバスペインを抑えて百万石賞を制覇。
1996年にはハヤテグレシャスに騎乗して東京盃に出走し、思い切って3番手に付けたところ、勝ったトキオクラフティーとはコンマ2秒差、岩手から勇躍凱旋の東京ダービー馬プレザントとはアタマ差の際どい3着に粘った。前年2着馬ビッグショウリ、同年のかしわ記念馬ヒカリルーファス、コンサートボーイ・ドージマムテキ、次走のスーパーダートダービーで初代覇者となるサンライフテイオー も抑えた。ハヤテグレシャスは地元金沢ではオープン下のA2クラスでも勝てないような馬で、渡辺自身は使いに行くこと自体あまり賛成していなかったが、喉が鳴る馬で短距離が良いのは分かっていた。同年はハヤテサカエオーで百万石賞、白山大賞典、北國王冠を制して金沢四大重賞全制覇に王手をかけるも中日杯ではなく東京大賞典に挑み、唯一の地元での敗戦となった中央交流MRO金賞でも中央の準OP馬相手に僅差2着に迫った。東京大賞典は中団のインコースで出るに出られず、脚を余す不完全燃焼の競馬で11着に終わる。いずれも上位馬とは力の差があったのは否めなかったが、勝ち馬からは僅か1.2秒差で、渡辺は後に「『スムーズならもう少しやれたはず』と悔いが残った」と振り返っている。ハヤテサカエオーは金沢の名馬として愛され、引退時には引退式の模様が地元紙に掲載されるなど、大きなニュースになった。
1996年のサラブレッドチャレンジカップではスパークボールドに騎乗し、道中はハカタダイオー・フジノハイメリットの笠松勢と東北優駿勝ち馬ラストヒット（新潟）がハイペースで競り合う流れを前で見つめ、新潟ダービー馬スターライフと地元二冠馬プライムキングを後方に置くレースを展開。結果は先行した3頭総崩れ、プライムキングがスターライフの猛追を1馬身差退けて5年ぶりとなる地元馬制覇を決めた中、4着であった。1997年のサラブレッドチャレンジカップでは名古屋のセイエイツートップと笠松のシンプウライデンがデットヒートを繰り広げる中、ミナモトオペラで大差3着であった。
1998年11月には金沢競馬史上最速のデビューから13年7ヶ月での1500勝を達成し、サンシャインホースでトップハンデを克服して北國王冠を制覇 。
1999年にはサクラトウコウ産駒ゴルデンコークで笠松のゴールドジュニアを制し、中央のスプリングステークスにも挑戦したが、16着で皐月賞の出走権は獲れなかった 。名古屋優駿では地方勢の期待を集めたが、中央馬3頭の叩き合いから5馬身離れた4着が精一杯であった 。
2000年8月19日の札幌第2競走4歳未勝利・オーミダイオーで2着に入って中央初連対を記録し、2003年には177戦70勝2着38回、連対率61%という凄まじい数字を叩き出し、現役時代には「金沢の生ける伝説」とまで言われた。
2003年の第1回オータムスプリントカップで人気を集めた兵庫のサンキョウフェアーにビックサイレンスでアタマ差2着まで追り、中央から転入してきたホシオーでは初戦は2着に2秒差を付け大差勝ち、北國王冠では3馬身差を付け元中央OP馬の実力を誇示、中日杯では2秒差の大差勝ちのワンサイドで3連勝を決める。
2004年には冬季遠征で白銀争覇（笠松）→六甲盃（園田）と他地区の重賞を連勝し、六甲盃では実況の吉田勝彦が「勝ったのはホシオー！やっぱりか……」とホシオーの強さに脱帽した想いを込めて伝えている。地元の開催が再開すると、スプリングカップ・ジェイティービー賞・百万石賞を全て単勝100円の圧倒的人気  に応え、春の重賞を総なめにしていった。地元の期待を背負った白山大賞典では底力でタイムパラドックスの3着をキープし、7馬身差2着のエイシンクリバーンから8馬身離されて地元馬に初めて先着を許すが、エイシンクリバーンと共にレマーズガール・ハギノハイグレイド・ミツアキサイレンスに先着して2、3着を占める大健闘。エイシンクリバーンとの一騎打ちとなった中日杯では同馬に3馬身差を付けて快勝し、昨年に続いて連覇を達成。同年6月7日の第7競走JRA交流ロベリア賞では根本康広厩舎のマイネルユリーカに騎乗し、吉原寛人騎乗のニューシティをクビ差抑えて通算2000勝を達成 。
2005年7月10日は福島で騎乗し、第5競走2歳新馬では、根本の管理馬コスモミールで勝利を挙げる 。コスモミールは当日9番人気であったが、道中後方から直線で脚を伸ばし、先に抜け出しを図った2番人気ケイアイデジタルを差し切り、渡辺にとって中央通算16戦目での初勝利となった。同年9月29日のオータムスプリントカップをケンゴウザンで制して同馬を重賞初制覇に導くが、重賞で最後の勝利となる通算2086勝目を挙げ、10月11日の第6競走ジョッキー選抜シルバーカップ・アールマックスで3着に入ったのが最後の騎乗となる。
同年10月21日の調教中に落馬し、脳梗塞と診断される。左半身の自由を失いつつも、騎手復帰を目指してリハビリを続け、2006年5月に行われたホシオーの引退式には、同馬の鞍上に騎手服姿で登場するまでに回復。駆け付けたファンからは歓声が上がっていたが、同年9月をもって現役を引退。
引退後は秋田に帰郷し、競馬総合メディア「UMAJIN」専属コラムニストとして活躍。雑誌では「重賞REPLAY」に執筆し、予想・情報サイト「UMAJIN.net」では、加賀武見・坂井千明と共に「元騎手の相馬」、ダートGI特集の集中連載などを担当。元騎手ならではの鋭い視点による考察には定評があり、芝のレースでも2016年にオークス→日本ダービーを2週連続で的中。特にダービーは◎マカヒキ、▲サトノダイヤモンド、○ディーマジェスティでの3連単4600円を的中したほか、最終レースの目黒記念も◎クリプトグラム、○マリアライト、△ヒットザターゲットで、3連単47830円を仕留めた。

## 通算成績
- 地方 - 7701戦2086勝　勝率27.1%、連対率43.6%
- 中央 - 20戦1勝

### 主な騎乗馬
※斜体は地方交流競走。
- サンスプリーム（1986年石川テレビ杯）
- コンコードサニー（1986年読売杯）
- サンセイウオーク（1986年いぬ鷲賞）
- コウリントウザイ（1989年菊桜特別・アラブグランプリ）
- ツカサオーカン（1989年農協牛乳杯）
- ハローボギイ（1989年MRO金賞・北國王冠・中日杯、1990年ジェイティービー賞）
- トップオリオン（1989年中央競馬騎手招待・読売杯）
- ミナミスカイ（1989年アラブフレッシュカップ）
- サンアートー（1990年百万石賞）
- サニーモレナ（1990年読売杯・サラブレッドチャレンジカップ）
- ミホハンター（1990年いぬ鷲賞・北陸四県畜産会長賞）
- コウリントウザイ（1990年石川テレビ杯）
- タカエイスター（1990年ことじ賞）
- テツノオージヤー（1990年北國アラブチャンピオン）
- カミノムサシ（1991年百万石賞・白山大賞典）
- ミスターブイサイン（1991年白菊賞）
- コハクトラオー（1992年エイプリルカップ）
- サリュウスキー（1992年スプリングカップ・ジェイティービー賞・白山大賞典）
- マネープラン（1992年中央競馬騎手招待）
- キョウシンラッキー（1992年オールジャパンリーディングジョッキー）
- ダライオーカン（1992年農協牛乳杯）
- イタアス（1992年兼六賞・アラブ大賞典・北國アラブチャンピオン）
- サンパワーホーラー（1992年白菊賞・あすなろ賞、1993年白山大賞典）
- イチフジムサシ（1993年菊桜特別）
- キタノサミット（1993年中日スポーツ賞）
- ゴールデンイメージ（1993年オーガスト特別オールカマー）
- ミスタールドルフ（1993年北日本新聞杯・ダービーグランプリ、1994年北國王冠）
- ゴルデンイメージ（1993年いぬ鷲賞）
- アオイメーカー（1993年アラブ大賞典）
- ローレルトウザイ（1993年アラブウインターカップ）
- マルゼンジョウブ（1994年菊桜特別）
- レディプロムナード（1994年MRO金賞、1995年読売レディス杯）
- エビスライトオー（1994年百万石賞）
- ハヤテサカエオー（1994年オールジャパンリーディングジョッキー、1995年あすなろ賞、1996年百万石賞・白山大賞典・スプリンターズカップ・北國王冠）
- バトウテイオー（1994年オーガスト特別オールカマー）
- ナイススター（1994年石川テレビ杯・アラブ大賞典・北國アラブチャンピオン、1995年黒百合賞）
- ロゼリーフ（1995年スプリンターズカップ）
- サンクリスティー（1995年北陸四県畜産会長賞）
- ホウヨウパラソル（1995年白菊賞）
- フジヨシカップ（1995年アラブ大賞典、1996年農協牛乳杯）
- イズミローゼン（1996年菊桜特別）
- ファーストサニーオ（1996年中日杯）
- ウインドヨシツネ（1996年北國アラブチャンピオン）
- ハヤテマサリュウ（1997年アラブウインターカップ・黒百合賞・石川テレビ杯）
- ハヤテゴールドオー（1997年兼六賞・ことじ賞、1998年アラブウインターカップ）
- サンシャインホース（1998年ジェイティービー賞・北國王冠）
- アサカタイショウ（1998年ことじ賞・北國アラブチャンピオン、1999年アラブグランプリ・石川テレビ杯）
- エーブジャパン（1998年白菊賞、1999年あすなろ賞、1999年, 2000年スプリンターズカップ）
- ゴルデンコーク（1999年ゴールドジュニア）
- ミナモトオペラ（1999年いぬ鷲賞）
- ワカオリーナ（1999年日本海ダービー）
- ハヤテサンダー（1999年アラブフレッシュカップ）
- ハヤテヒーロー（1999年アラブウインターカップ）
- ダスティー（2000年黒百合賞）
- トライバルリーフ（2000年アラブ大賞典）
- シャムスン（2000年サラブレッド大賞典）
- ワイエスボーイ（2000年白菊賞）
- ブルーパシフィック（2001年スプリングカップ）
- ナムラセクレト（2001年北陸四県畜産会長賞）
- レオスティーク（2001年サラブレッド大賞典、2002年あすなろ賞）
- レオトルネード（2001年白菊賞）
- イズミカツリュウ（2001年中日杯、2002年スプリングカップ）
- ジュビレーション（2002年ジェイティービー賞）
- ホーエイトップ（2003年中京スポーツ賞）
- ホシオー（2003年北國王冠、2003年, 2004年中日杯、2004年白銀争覇・六甲盃・スプリングカップ・ジェイティービー賞・百万石賞）
- マッピーウェーブ（2004年石川テレビ杯）
- ケンゴウザン（2005年オータムスプリントカップ）

その他
- アラシ